# David Younger
El Capitán Sir John David Bingham Younger KCVO (20 de mayo de 1939 - 14 de junio de 2024) fue un funcionario público británico que fue el Lord Teniente de Tweeddale desde 1994 hasta 2014. Se retiró al alcanzar los setenta y cinco años de edad.

## Biografía
Younger nació el 20 de mayo de 1939. Educado en Eton y en la Real Academia Militar de Sandhurst, Younger fue comisionado en los Argyll and Sutherland Highlanders en 1959, y sirvió en Borneo y Singapur antes de unirse a la Dirección de Operaciones Militares en el Ministerio de Defensa en 1967. Se retiró del Ejército en 1969 y trabajó en Scottish and Newcastle Breweries de 1969 a 1979 antes de convertirse en uno de los socios fundadores de Broughton Brewery en 1979.
En 1969 se convirtió en miembro de la Royal Company of Archers, que es la Guardia Real de la Reina para Escocia, y fue su Secretario desde 1993 hasta 2007. Fue vicepresidente de la Royal Highland and Agricultural Society of Scotland en 1994, y se convirtió en Vice-Lord Teniente de Tweeddale en 1992, antes de convertirse en Lord Teniente en 1994.
Younger falleció tras una batalla contra la demencia y el cáncer el 14 de junio de 2024, a la edad de 85 años.